# (5596) Morbidelli
(5596) Morbidelli es un asteroide perteneciente al cinturón de asteroides descubierto el 7 de agosto de 1991 por Henry E. Holt desde el Observatorio del Monte Palomar, Estados Unidos.

## Designación y nombre
Designado provisionalmente como 1991 PQ10. Fue nombrado Morbidelli en honor a Alessandro Morbidelli. Desde Cuneo, en el extremo oeste de Italia, se unió al grupo de dinámica del sistema solar en Niza (50 km al sur) como becario posdoctoral de H. Poincaré y se convirtió en miembro del personal permanente en 1993. Los principales intereses de Morbidelli son la teoría de los sistemas dinámicos y resonancias en el sistema solar. Por su trabajo pionero en la superposición de movimientos medios y resonancias seculares, Morbidelli recibió la medalla de bronce del CNRS en 1995.

## Características orbitales
Morbidelli está situado a una distancia media del Sol de 2,175 ua, pudiendo alejarse hasta 2,357 ua y acercarse hasta 1,993 ua. Su excentricidad es 0,083 y la inclinación orbital 4,235 grados. Emplea 1171,95 días en completar una órbita alrededor del Sol.

## Características físicas
La magnitud absoluta de Morbidelli es 13,3. Tiene 5,689 km de diámetro y su albedo se estima en 0,181. 